# Symphonie no 3 de Saint-Saëns
Symphonie « avec orgue »
Pour les articles homonymes, voir Symphonie no 3.
 (août 2021).
Si vous disposez d'ouvrages ou d'articles de référence ou si vous connaissez des sites web de qualité traitant du thème abordé ici, merci de compléter l'article en donnant les références utiles à sa vérifiabilité et en les liant à la section « Notes et références ».
La Symphonie no 3 en ut mineur op. 78, dite « Symphonie avec orgue », est l'une des œuvres symphoniques les plus célèbres de Camille Saint-Saëns. Écrite en 1885 et 1886, elle est dédiée à son ami Franz Liszt décédé le 31 juillet 1886. Il s'agit de sa cinquième symphonie, le musicien ayant renié ses œuvres de jeunesse.
Il s'agit d'une commande de la Royal Philharmonic Society de Londres et sa création a lieu le 19 mai 1886 à Londres sous la direction du compositeur. La création française a lieu à Paris en janvier 1887 sous la direction de Jules Garcin avec l'Orchestre de la Société des concerts du Conservatoire et le compositeur à l'orgue.

## Structure
L'exécution de cette symphonie dure généralement de 35 à 40 minutes. Son orchestration est particulièrement étoffée, avec notamment un piano à quatre mains (pour les deux dernières parties) et un orgue (pour les deuxième et quatrième parties), ces deux instruments ne jouant que peu ou pas du tout comme solistes, mais au contraire en parfaite fusion avec l'orchestre.
Bien qu'étant souvent découpée en quatre parties, Saint-Saëns a écrit cette symphonie en deux mouvements, la structure traditionnelle en quatre mouvements étant conservée :
1. Adagio – Allegro moderato, Poco adagio
2. Allegro moderato – Presto, Maestoso – Allegro

## Orchestration
| Instrumentation de la Symphonie no 3 « avec orgue »                                                                                         |
| Cordes |
| premiers violons, seconds violons, altos, violoncelles, contrebasses                                                                        |
| Bois |
| 3 Flûtes, la troisième tenant également le piccolo, 2 Hautbois, 1 cor anglais, 2 clarinettes, 1 clarinette basse, 2 bassons, 1 contrebasson |
| Cuivres |
| 4 cors, 3 trompettes, 3 trombones (alto, ténor, basse), 1 tuba                                                                              |
| Percussions |
| 3 timbales en sol, do et fa/mi, triangle, cymbales, grosse caisse                                                                           |
| Claviers |
| Orgue, piano à quatre mains |

## Utilisation au cinéma
Le thème du Finale de la symphonie a été utilisé comme musique du film Babe, le cochon devenu berger. Le thème du final a été utilisé sur le plan final du film Impressions of France diffusé dans le pavillon France du parc Disney : Epcot Center à Orlando, Floride.
On peut également le retrouver dans le film Song to Song de Terrence Malick.

## Discographie

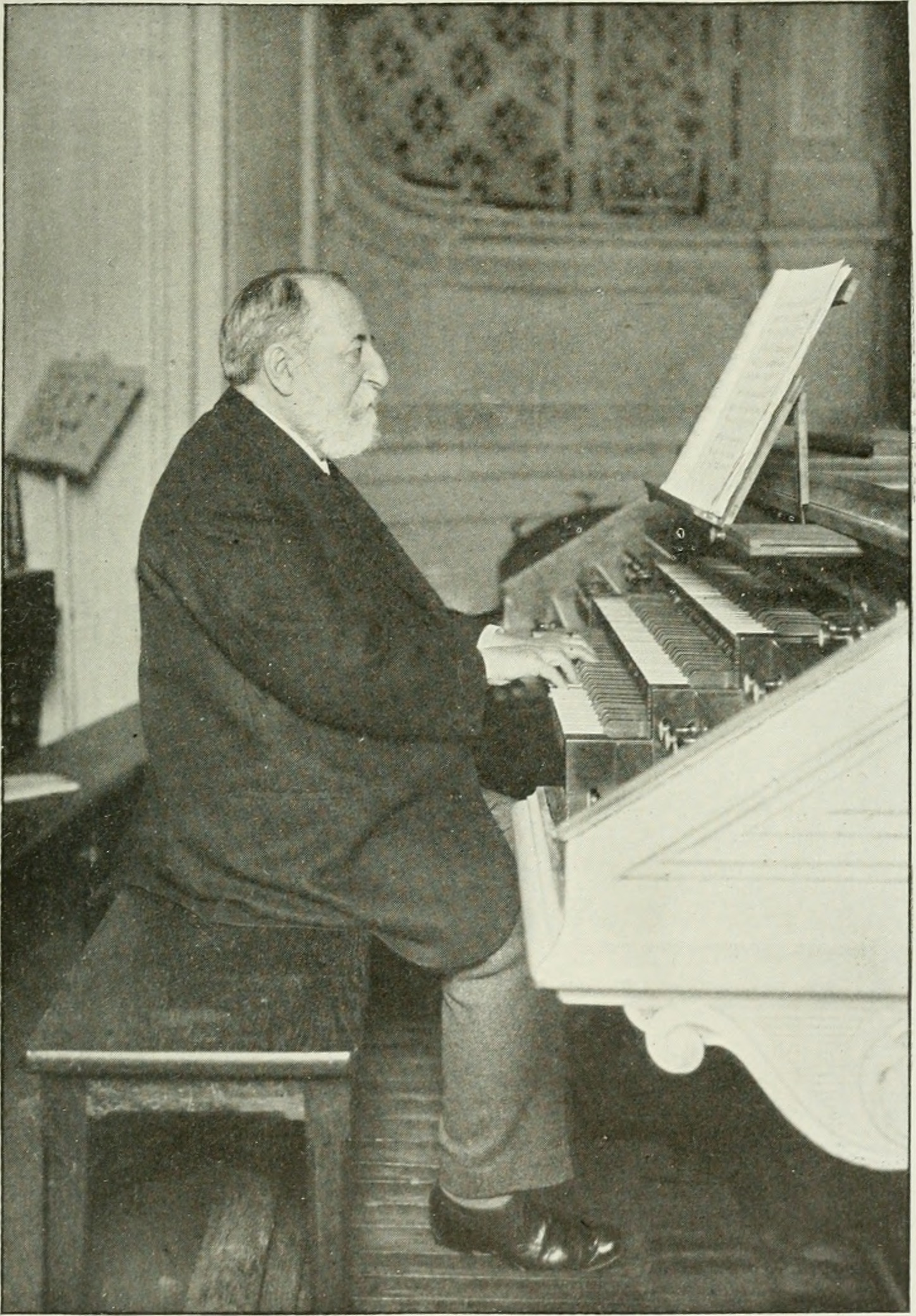
Camille Saint-Saëns en novembre 1913.

Les grandes versions enregistrées de l'œuvre sont tenues par les couples chefs d'orchestre et organistes suivants :
- Charles Munch et Édouard Nies-Berger (1949) (La discothèque idéale de Diapason, vol XXIII)
- Paul Paray et Marcel Dupré (1957, Mercury)
- Charles Munch et Berj Zamkochian (1959, RCA)
- Ernest Ansermet et Pierre Segond (1962, Decca)
- Georges Prêtre et Maurice Duruflé, Grandes orgues de l'église Saint-Etienne-du-Mont, orchestre de la Société des Concerts du Conservatoire (La Voix de son Maître, 1963)
- Jean Martinon et Marie-Claire Alain (1966, Erato)
- Eugene Ormandy et Virgil Fox (1968, RCA)
- Daniel Barenboim et Gaston Litaize, orgue de la cathédrale de Chartres, Orchestre symphonique de Chicago (1976, DG)
- Herbert von Karajan et Pierre Cochereau, Grand orgue de Notre-Dame de Paris, Orchestre philharmonique de Berlin (1980, DG)
- Jean-Pierre Loré et Pierre Pincemaille, orgue de la basilique Saint-Denis, Orchestre français d'oratorio (16, 18 et 21 mai 1990, EROL ER 94001) — avec les Trois fantaisies pour orgue
- Michel Plasson et Matthias Eisenberg (1997, EMI)
- Christian Mácelaru et Olivier Latry, orgue de Radio France, Orchestre National de France . 3 CD Warner Classics 2021. 5 Diapasons. (Complete symphonies)
- Jean-Jacques Kantorow et Thierry Escaich. orgue de la Salle philharmonique de Liège, Orchestre Royal de Liège. 2 SACD Bis 2021. Diapason d'or. (Complete symphonies)